# Marie-Dominique Chenu
Pour les articles homonymes, voir Chenu.
Marie-Dominique Chenu, de son vrai nom Marcel Léon Émile Chenu, né le 7 janvier 1895 à Soisy-sur-Seine (France) et mort le 11 février 1990 à Paris 13e, est un prêtre dominicain français, proche du mouvement des prêtres ouvriers. Promoteur d'une étude historico-critique de l’œuvre de Thomas d'Aquin, il est également connu comme l'un des experts en théologie (peritus) du concile Vatican II.

## Biographie
Marie-Dominique Chenu est né à Soisy-sur-Seine le 7 janvier 1895. Il est le fils d'un petit industriel installé à Soisy. Toutefois ce sont ses grands-parents, instituteurs laïcs à Bièvres, qui ont exercé la plus grande influence sur son éducation : c'est sur l'avis de sa grand-mère qu'il entre au collège catholique de Grandchamp et y fait toutes ses études secondaires. Il s'y montre doué pour le grec et les mathématiques et se taille une réputation de chahuteur.
Après une année (1912-1913) au grand séminaire de Versailles, il entre chez les dominicains en 1913 à l’âge de 18 ans. Il prend cette décision après qu’un ami l’a invité à sa prise d’habit au couvent dominicain du Saulchoir en Belgique. Attiré par la vie contemplative, la belle liturgie, les études et la vie de communauté, son désir est de maintenir à la fois la contemplation et l’action apostolique. À la fin de sa première année de noviciat, ses supérieurs l’envoient faire des études de philosophie, de théologie, d’histoire et d’exégèse à l’Angelicum de Rome. Il considère l'acceptation obligatoire des vingt-quatre thèses thomistes comme un « abus du pouvoir magistériel de l'Église ». Il s'intéresse aussi à l'enseignement dispensé à l'Université grégorienne des Jésuites et particulièrement à celui du cardinal Billot.
Déçu par l'« ignorance de l'histoire » qu'il observe chez ses professeurs, il s'initie à l’exégèse historique selon les méthodes de Marie-Joseph Lagrange. Il suit en même temps les cours de Réginald Garrigou-Lagrange, thomiste « imprégné de scolastique wolfienne ». Il est ordonné prêtre en 1919. Sous la direction de Garrigou-Lagrange, il prépare une thèse de doctorat sur la doctrine de la contemplation chez Thomas d’Aquin (De contemplatione), soutenue en 1920. Cette thèse contient in nuce tous les axes principaux de sa pensée. Chenu y analyse la doctrine thomiste de la contemplation par rapport au Pseudo-Denys l’Aréopagite. Garrigou-Lagrange lui reproche l'introduction de la psychologie dans une activité essentiellement surnaturelle. Néanmoins ces divergences n'empêchent pas les deux dominicains de garder estime et amitié : Garrigou-Lagrange lui propose le poste de maître-assistant, mais Chenu préfère retourner au Saulchoir. De Rome, il gardera le souvenir de professeurs « sans attention au drame des hommes » et enfermés dans une « super-orthodoxie ».
Il fonde l'Institut d’études médiévales à Montréal en 1930. Il est nommé maître en sacrée théologie le 2 août 1932. Cette distinction lui est retirée en 1954, puis restituée plus tard. 
Avec Yves Congar, O.P. , il fut de ces théologiens qui ont soutenu le mouvement des prêtres-ouvriers et en ont été sanctionnés par le Vatican, au milieu des années 1950. Ses livres furent ainsi mis à deux reprises à l'Index. Il reconnut au début des années 1980 la théologie de la libération, et en particulier l'œuvre de Gustavo Gutiérrez, comme un « exemple éminent » de la « nouvelle théologie ».

## Publications principales
- Marie-Dominique CHENU, De contemplatione. Thèse de doctorat Angelicum, Rome 1920. Édition par Carmelo Giuseppe CONTICELLO (2019) (voir Bibliographie).
- La théologie au douzième siècle, Vrin, 1957.
- La théologie comme science au XIIIe siècle, 1927.
- Une école de théologie : Le Saulchoir, 1937.
- Pour une théologie du travail, Seuil, 1955.
- Saint Thomas d'Aquin et la théologie, Seuil, 1957.
- Introduction à l'étude de saint Thomas d'Aquin, Vrin, Paris, rééd. 1993.
- Livres édités aux Éditions du Cerf .